# Tornado Valletta
Tornado Valletta – tornado, które przeszło z bardzo dużą mocą nad Grand Harbour na Malcie, 23 września 1551 lub 1556 roku (źródła nie są zgodne). Swą niszczycielską działalność rozpoczęło jako trąba wodna, zabijając ponad 600 osób. Co najmniej cztery galery z floty Zakonu, a to Santa Fè, San Michele, San Filippo oraz San Claudio, zostały wywrócone przez tornado do góry dnem.
Na przekór nazwie tornada, Valletta nie istniała jeszcze w tym czasie. Kamień węgielny pod nowe miasto położony został 28 marca 1566 roku, a więc 10-15 lat po przejściu tornada.